# ناتسومی سونودا
ناتسومی سونودا (انگلیسی: Natsumi Tsunoda؛ زادهٔ ۶ اوت ۱۹۹۲) جودوکار زن اهل ژاپن است.